# Dammen (Fågelfors socken, Småland)
Dammen är en sjö i Högsby kommun i Småland och ingår i Emåns huvudavrinningsområde.